# Lichthofschutz
Fotografisches Material besitzt stets eine lichtempfindliche Emulsion sowie eine Unterlage, das sogenannte Trägermaterial. Bei der Exponierung des Materials tritt allerdings der negative Effekt auf, dass entweder das Licht sich an der Unterlage bzw. der sich dahinter befindenden Andruckplatte spiegelt und somit Reflexe im Bild verursacht (Reflexionslichthof), oder aber das Licht verliert sich in der Schicht und führt zu Unschärfe (Diffusionslichthof).
Ein Lichthofschutz wird insbesondere für den Fall der Reflexionslichthöfe geschaffen, beim Diffusionslichthof ist er wirkungslos. Auf die Rückseite des Films bzw. der Platte wird eine Lichthofschutzschicht aufgegossen, die solche Reflexionen dämpft, bei Kleinbild- und Kinofilmen erfolgt die Anbringung des Lichthofschutzes dagegen zwischen Emulsion und Trägermaterial. Das liegt an der ungleich größeren mechanischen Beanspruchung ihrer Rückseite. Historisch wurden daher solche Lichthofschichten zuerst bei Rollfilmen und Fotoplatten eingesetzt.
Solche Lichthofschichten, auch Antihalo-Schicht bzw. AHU genannt, wirken sich sehr vorteilhaft aus. Während es bei ungeschützten Materialien kaum möglich ist, helle sonnenbeschienene Flächen (etwa Straßen, blondes Haar) ohne schärfemindernde Überstrahlungen abzubilden, so ist es mit einem guten Lichthofschutz möglich, auch höchste Kontraste zu überwinden.